# Kolędy (album Jacka Lecha)
Kolędy – czwarty, ostatni album polskiego piosenkarza Jacka Lecha z piosenkami świątecznymi i kolędami, wydany w 1998 roku nakładem wydawnictwa muzycznego Gamma. Album zawiera 12 kolęd i pastorałek wykonywanych przez wokalistę. 

## Lista utworów
Opracowano na podstawie materiału źródłowego.
1. „Lulajże, Jezuniu”
2. „Gdy śliczna Panna”
3. „Hej, w dzień Narodzenia”
4. „W żłobie leży”
5. „Jezus malusieńki”
6. „Jakaż to gwiazda”
7. „Do szopy, hej, pasterze”
8. „Ach, ubogi żłobie”
9. „Płonie gwiazda nad Betlejem”
10. „Bracia patrzcie jeno” (sł. Franciszek Karpiński)
11. „Cicha noc” (muz. Franz Xaver Gruber, sł. Piotr Maszyński)
12. „Z narodzenia Pana”